# Оук-В'ю (Каліфорнія)
Оук-В'ю (англ. Oak View) — переписна місцевість (CDP) в США, в окрузі Вентура штату Каліфорнія. Населення — 6215 осіб (2020).

## Географія
Оук-В'ю розташований за координатами 34°23′56″ пн. ш. 119°17′51″ зх. д. / 34.39889° пн. ш. 119.29750° зх. д. (34.398969, -119.297571).  За даними Бюро перепису населення США в 2010 році переписна місцевість мала площу 5,08 км², уся площа — суходіл.

## Демографія
Згідно з переписом 2010 року, у переписній місцевості мешкало 4066 осіб у 1419 домогосподарствах у складі 1035 родин. Густота населення становила 800 осіб/км².  Було 1523 помешкання (300/км²).
Расовий склад населення:
| - 79,4 % — білих - 1,5 % — корінних американців - 0,8 % — азіатів - 0,3 % — чорних або афроамериканців - 0,1 % — вихідців з тихоокеанських островів - 14,1 % — осіб інших рас |

До двох чи більше рас належало 3,8 %. Частка іспаномовних становила 29,9 % від усіх жителів.
За віковим діапазоном населення розподілялося таким чином: 23,9 % — особи молодші 18 років, 65,9 % — особи у віці 18—64 років, 10,2 % — особи у віці 65 років та старші. Медіана віку мешканця становила 39,6 року. На 100 осіб жіночої статі у переписній місцевості припадало 100,0 чоловіків;  на 100 жінок у віці від 18 років та старших — 98,8 чоловіків також старших 18 років.
Середній дохід на одне домашнє господарство  становив 91 255 доларів США (медіана — 71 792), а середній дохід на одну сім'ю — 108 193 долари (медіана — 82 422). Медіана доходів становила 58 203 долари для чоловіків та 42 241 долар для жінок. За межею бідності перебувало 8,5 % осіб, у тому числі 2,5 % дітей у віці до 18 років та 6,9 % осіб у віці 65 років та старших.
Цивільне працевлаштоване населення становило 2000 осіб. Основні галузі зайнятості: освіта, охорона здоров'я та соціальна допомога — 19,3 %, будівництво — 18,6 %, мистецтво, розваги та відпочинок — 12,5 %, роздрібна торгівля — 10,0 %.